# Chirosia idahensis
Chirosia idahensis är en tvåvingeart som beskrevs av Stein 1898. Chirosia idahensis ingår i släktet Chirosia och familjen blomsterflugor. Inga underarter finns listade i Catalogue of Life.